# Hull (inslagkrater)
Hull is een inslagkrater op de planeet Venus. Hull werd in 1994 genoemd naar de Amerikaanse oorlogscorrespondente Peggy Hull (1889-1967).
De krater heeft een diameter van 47,3 kilometer en bevindt zich ten westen van Varma-Ava Dorsa in het quadrangle Metis Mons (V-6).